# Анселм фон Наголдгау
Анселм фон Наголдгау (на немски: Anselm von Nagoldgau; * ок. 925; † сл. 966) е най-старият споменат в документ граф на Наголдгау ок. 966 г. на река Наголд в Херцогство Швабия в Баден-Вюртемберг. Той е от фамилията, от която произлизат пфалцграфовете на Тюбинген.

## Биография
Анселм се жени ок. 950 г. за дъщеря на Вернер IV († 935)´и на Хиха. Тя е правнучка на Бурхард I херцог на Швабия от алеманския род Бурхардинги, който през 911 г. е екзекутиран със съдействието на дядо му Анселм (* ок. 875).
Той води през земите си император Ото I и съпругата му Аделхайд Бургундска, които се връщат от Италия за Германия. От благодарност 966 г. императорът му подарява земя при село Маурен при Енинген, която императрицата сънувала, с право да направи там пазар („Bolaimarkt“). В чест на императора там се празнувало три дена всяка година.

## Деца
Той има един син:
- граф Вернер IV (* сл. 950, † пр. 1027)